# Środowisko informacyjne
Środowisko informacyjne lub ekosystem informacyjny – złożony system obejmujący infrastrukturę informacyjną, narzędzia, media, producentów, konsumentów i innych interesariuszy. Stanowi przestrzeń organizacji dynamicznych relacji społecznych i komunikacyjnych, poprzez które wymieniane są informacje w procesach informacyjnych. Jest głównym przedmiotem badań naukowych i praktycznych z dziedziny ekologii informacji.

## Co tworzy środowisko informacyjne
Środowisko informacyjne człowieka (infosfera, antropoinfosfera) tworzą zewnętrzne elementy otoczenia informacyjnego, które kształtują człowieka, pozytywnie lub negatywnie wpływając na jego stan i samopoczucie. Stanowi ono powłokę (klosz) podlegającą prawidłowościom obowiązującym w ekosystemach informacyjnych. Człowiek informacyjnie dojrzały dąży do równowagi i harmonii w antropoinfosferze, czyli do jej zrównoważonego rozwoju, rozumie prawa związane z przepływem informacji, włącznie z nim samym i społeczeństwem, a także wpływem środowiska informacyjnego na zdrowie psychiczne i społeczne ludzi.
Na środowisko informacyjne składa się:
- internet
  - powierzchowny (tzw. sieć zindeksowana)
  - ukryty
- zasoby i źródła poza internetem
  - archiwa i biblioteki
  - ludzie ze specjalistyczną lub unikatową wiedzą
  - media tradycyjne[4]

Szczegółowy model środowiska informacyjnego zaproponowała Leah A. Lievrouw. Model ten został opracowany na podstawie badań dotyczących korzystania ze źródeł informacji przez użytkowników o różnych poziomach wykształcenia. Autorka ujęła ten termin szeroko, obejmując nim całą sferę komunikacji międzyludzkiej.  
W opracowanym przez nią modelu środowisko informacyjne dzieli się na dwie podstawowe sfery: informacji instytucjonalnej i informacji indywidualnej (osobowej). W pierwszej sferze podmiotami są różnego rodzaju instytucje (biznesowe, władzy, kulturalne), które produkują informacje filtrowane, kształtowane i następnie rozpowszechniane przez podmioty medialne. Druga sfera odnosi się do dostępności osobistej (ang. personal availability), definiowanej jako umiejętność świadomego wyboru ważnych, użytecznych i ciekawych informacji przez odbiorcę. 

## Cechy charakterystyczne środowiska informacyjnego
J.W Fritch i S.B Mandernack za cechy charakterystyczne środowiska informacyjnego na przełomie XX i XXI wieku uznali:
–  powszechność użycia komputerów,
–  dostępność zasobów internetowych z każdego podłączonego urządzenia,
–  różnorodność istniejących formatów publikacji,
–  możliwość publikowania w internecie informacji na każdy temat, dostępnej dla każdego,
–  efemeryczność witryn w stosunku do źródeł drukowanych,
–  chaotyczność i ogrom (rozległość) zasobów internetowych, ich zróżnicowanie jakościowe,
–  brak jednolitej, uniwersalnej klasyfikacji witryn internetowych,
–  wiele różnorodnych (niepodobnych do siebie) wyszukiwarek i metod dostępu do informacji, 
– rozpowszechnienie komunikacji elektronicznej (maile, chaty, listy, biuletyny, newsgroups),
– dalszy rozwój mediów drukowanych.
Współczesne środowisko informacyjne jest niejednorodne i nieuporządkowane. Internet jako nowy kanał wymiany informacji usunąwszy dotychczasowe bariery czasu i przestrzeni, rozszerzył otoczenie informacyjne człowieka w stosunkowo krótkim czasie. Z powodu generowania nadmiernej ilości informacji, naturalne środowisko informacyjne człowieka uległo dehumanizacji. Obecnie zaciera się bowiem granica między naturalnym środowiskiem informacyjnym człowieka a sztucznym, tworzonym przez komputer.

## Zagrożenia
Nadprodukcja informacji jest przyczyną powstawania szkodliwych zjawisk, takich jak: potop informacyjny, smog informacyjny, oraz mgła informacyjna. W wątpliwość podawana jest też wartość informacji. Brak wiarygodnych, aktualnych źródeł informacji rodzi problem manipulacji informacją i celowej dezinformacji (np. fake newsy). 
Natłok informacji śmieciowych, o słabej jakości, przyczynia się do powstawania zjawiska określanego jako szum informacyjny. Zanieczyszczenie środowiska informacyjnego ma negatywny wpływ na człowieka i prowadzi do przeciążenia informacją.